# 芝博一
芝 博一（しば ひろかず、1950年〈昭和25年〉4月21日 - ）は、日本の政治家。立憲民主党三重県連顧問。
参議院議員（3期）、内閣総理大臣補佐官（菅直人第2次改造内閣）、内閣官房副長官（野田第3次改造内閣）、参議院内閣委員長、参議院懲罰委員長、参議院行政監視委員長、民主党総務委員長、民進党幹事長代理、旧立憲民主党参議院国会対策委員長、社団法人鈴鹿青年会議所理事長（第18代）、三重県議会議員（3期）等を歴任。

## 来歴
三重県名張市生まれ。皇學館高等学校、皇學館大學文学部国文学科卒業。大学卒業後はナショナル証券（現・SMBC日興証券）に勤務した。その後、鈴鹿市の椿大神社に婿入りする形で神職として奉職。1985年に鈴鹿青年会議所理事長に就任。1990年より椿大神社椿会館館長を務める。
1995年、三重県議会議員選挙に鈴鹿市選挙区から出馬し、初当選。以後、三重県議を2004年まで3期9年務める。県議時代は旧新進党の流れを汲む新政みえに所属し、幹事長も務めた。

### 参議院議員に初当選
2004年、第20回参議院議員通常選挙に民主党公認で三重県選挙区から出馬し、当選。
2010年の第22回参議院議員通常選挙で再選。2011年1月、菅直人第2次改造内閣で内閣総理大臣補佐官（政治主導による政策運営及び国会対策担当）に任命される。同年9月、野田内閣の発足に伴い内閣総理大臣補佐官を退任し、参議院内閣委員長に就任した。
2012年10月、長浜博行内閣官房副長官の入閣に伴い、野田第3次改造内閣で内閣官房副長官に任命された。同年12月16日の第46回衆議院議員総選挙で民主党は議席を「231」から「57」に減らし、野田佳彦代表は同日夜、引責辞任を表明。野田の辞任に伴う代表選挙（12月25日投開票）では馬淵澄夫の推薦人に名を連ねた。
2014年9月、参議院懲罰委員長に就任。

### 2016年参議院議員選挙
三重県選挙区は2013年の参院選で現職の高橋千秋が自民新人の吉川有美に敗れ落選。それから3年後の2016年3月5日、安全保障関連法の廃止運動を行う学生組織「SEALDs TOKAI（シールズ東海）」は、この年の同選挙区での4野党共闘を目指し、民主党、維新の党、日本共産党、社会民主党の各党三重県代表者を集めた初の意見交換会を津市内で開いた。同年4月7日、「シールズ東海」「安全保障関連法に反対する学者の会」「平和と自由 ケサラ」「安保関連法に反対するママの会@伊勢志摩」「三重弁護士会」の5団体の有志は、安保法反対や会見阻止に賛同する立候補予定者を支援するため、「市民連合みえ」を設立した。5月23日、民進党、共産党、社民党と「市民連合みえ」は、県庁で会見し、芝を野党統一候補として擁立することを発表した。これに伴って共産党は候補予定だった釜井敏行を取り下げ、比例区に回した。
同年7月、第24回参議院議員通常選挙に民進党公認で野党統一候補として出馬。岡田克也代表が同選挙区で敗北した場合次期代表選への不出馬を表明する中自民党公認の山本佐知子を破り3選した。
2017年7月27日、民進党代表の蓮舫が、同月の東京都議会議員選挙の結果を受けて辞任を表明。蓮舫の辞任に伴う代表選挙（9月1日投開票）では枝野幸男の推薦人に名を連ねた。
2018年、民進党と希望の党が合併して新党を作る構想に反対し、民進党三重県連を地域政党『三重新政の会』に移行し自身が代表に就任した。国政においては民進党と希望の党の合流新党である国民民主党への参加を拒んだ無所属議員らと共に院内会派『民友会』を設立し、立憲民主党との統一会派となった。5月19日に三重新政の会会長を退任、7月28日には新政の会は『三重民主連合』に移行し、同党の顧問に就任した。10月23日、立憲民主党の参議院会派の国会対策委員長に就任。12月25日に立憲民主党に入党した。
2021年11月、翌年7月の第26回参議院議員通常選挙に立候補せず政界を引退する意向を示した。
2022年、旭日重光章受章。

## 政策・主張
- 2016年2月9日の参議院本会議で北朝鮮の弾道ミサイル発射に対する抗議の決議が行われた際、欠席・棄権した[22]。
- 安全保障関連法は廃止すべき[23]。
- 憲法改正に反対[23]。
- 憲法9条の改正に反対[23]。
- 緊急事態条項の創設に反対[23]。
- 政治的公平性を欠く放送を繰り返した放送局に対し、電波停止を命じる可能性に言及した高市早苗総務相の姿は問題だ[23]。
- 来年4月の消費税率10％への引き上げについて、法改正し、引き上げを延期または中止すべきだ[23]。
- 安倍政権の経済政策「アベノミクス」の恩恵は、地方や中小企業に及んでいるとは思わない[23]。
- 環太平洋パートナーシップ協定に反対[23]。
- 原発は日本に必要ない[23]。
- 米軍普天間基地は国外に移設すべき[23]。
- 核武装について、将来にわたって検討すべきでない[23]。
- 選択的夫婦別姓制度の導入に賛成[24]。

## 人物
- 1990年より椿大神社椿会館館長を務める[2]。また、椿大神社責任役員でもある。
- 2016年3月、 SEALDs TOKAI の主催した「三重県における野党共闘に向けた意見交換会」に出席した[25]。
- 2016年5月23日、2016年参院選にむけて「市民連合みえ」と4項目にわたる政策協定を結び[26]、「ブリッジ共闘」の形で野党共闘に踏み出した（「市民連合みえ」との政策協定を共産党三重県委員会、社民党三重県連合が支持）。32の参院1人区のなかで31番目。

## 所属団体・議員連盟
- 天皇陛下御即位二十年奉祝国会議員連盟（事務局次長）
- 慰安婦問題と南京事件の真実を検証する会